# Sonda nasogástrica
A Sonda Nasogástrica   é um tubo de cloreto de polivinila (PVC) que, quando prescrito pelo profissional enfermeiro e médico para drenagem ou alimentação por sonda, deve ser tecnicamente introduzido desde as narinas até o estômago.

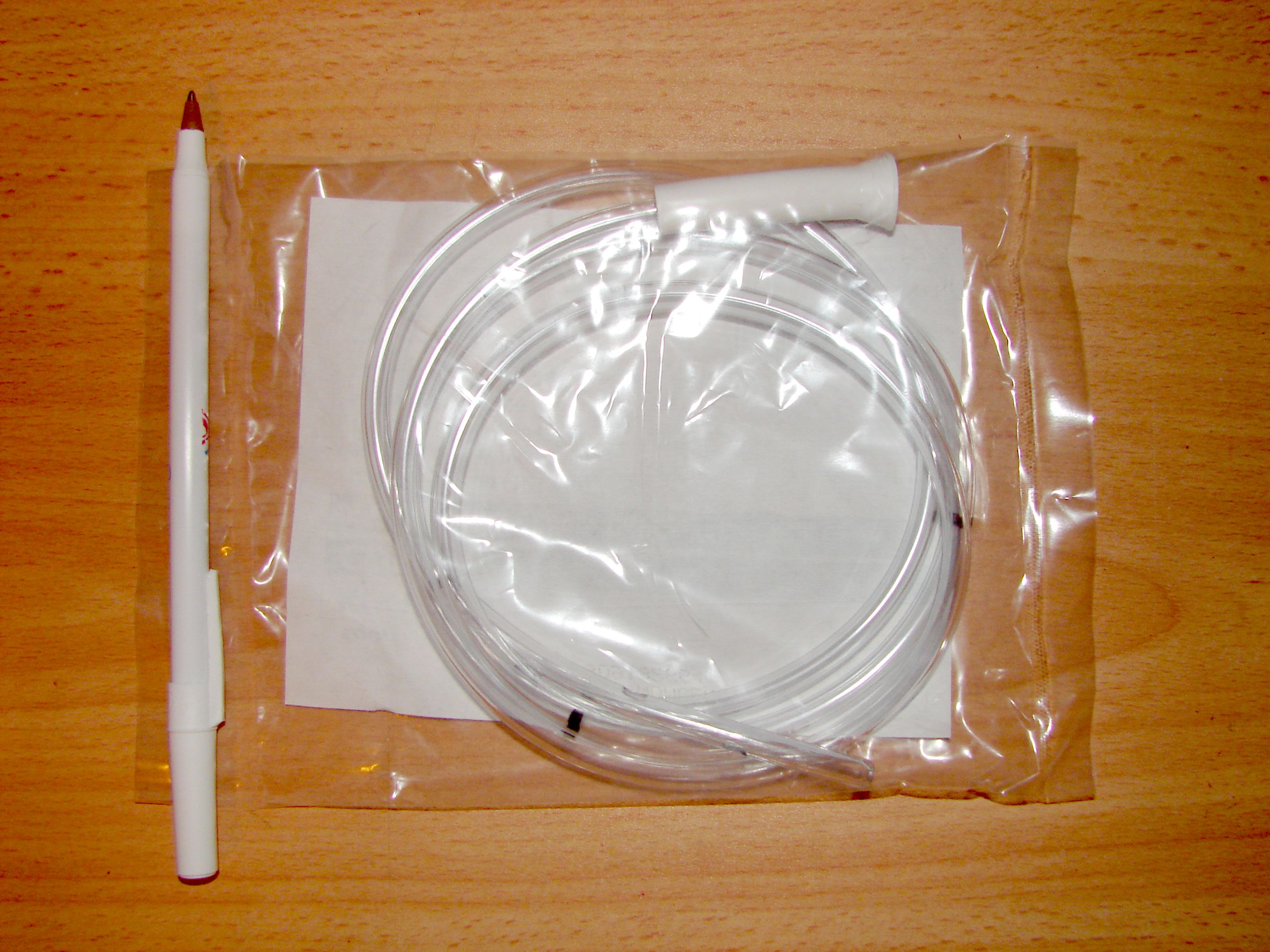
Sonda nasogástrica.

## Material para introdução
- Sonda gástrica Levine (mulher Fr14 a Fr16, homem Fr16 a Fr18)
- Seringa de 20ml
- gaze,
- soro fisiológico ( 1 ampola)
- toalha de rosto
- cuba rim
- lidocaína gel ou lubrificante hipoalergênico
- fita adesiva
- estetoscópio
- biombo s/n
- luvas de procedimento
- sacos para lixo

A sonda nasogratica ou NG-Tubo é passada pelo nariz e desce pelo esôfago até ao estômago. Esta sonda de alimentação é geralmente usada para alimentação curta, geralmente até 4 semanas no máximo.

## Procedimento da introdução
- Elevar a cabeceira da cama (posição Fowler – 45º) com a cabeceira inclinada para frente ou decúbito dorsal horizontal com cabeça lateralizada
- Proteger o tórax com a toalha e limpar as narinas com gaze
- Limpar o nariz e a testa com gaze e soro fisiológico  para retirar a oleosidade da pele
- Medir a sonda da ponta do nariz ao lobo da orelha e dela até à base do apêndice xifóide
- Marcar com adesivo
- Calçar luvas
- Lubrificar a sonda com xilocaína gel
- Flexionar a cabeça do paciente, para fechar a glote obstruindo a traqueia e abrindo a passagem pelo esôfago.
- Introduzir a sonda em uma das narinas pedindo ao paciente que degluta, introduzir até a marca do adesivo
- Observar sinais de cianose, dispneia e tosse
- Para verificar se a sonda está no local:
  - Injetar 20ml de ar na sonda e auscultar com estetoscópio, na base do apêndice xifóide, para ouvir ruídos hidroaéreos
  - Ver fluxo de suco gástrico aspirando com a seringa de 20ml
  - Colocar a ponta da sonda no copo com água, se tiver borbulhamento está na traquéia. Deve ser retirada. Obs.: Algumas literaturas questionam o "teste do copo" tendo em vista a existências de falsos positivos sem contar a efetividade dos dois testes anteriores.
- Toda vez que a sonda for aberta, para algum procedimento, dobrá-la para evitar a entrada de ar
- Fechá-la ou conectá-la ao coletor
- Fixar a sonda não tracionando a narina

## Indicações
- utilizada em pacientes impossibilitados de ingerir alimentos ou medicamentos;
- esvaziamento e lavagem gástrica em pacientes com intoxicação;
- coleta e amostra para diagnósticos.